# Drapeau de l'Andorre
 (juin 2020).
Si vous disposez d'ouvrages ou d'articles de référence ou si vous connaissez des sites web de qualité traitant du thème abordé ici, merci de compléter l'article en donnant les références utiles à sa vérifiabilité et en les liant à la section « Notes et références ».

Drapeau civil d'Andorre

Le drapeau d'Andorre est le drapeau civil et d'état de la principauté d'Andorre.

## Histoire
Le drapeau sous sa forme actuelle a été adopté en 1866 (bien que l'officialisation n'ait eu lieu que le 27 août 1971), date à laquelle fut ajoutée la bande bleue verticale.
Le précédent drapeau, en usage depuis 1806, était basé sur celui du comté de Foix et ne comportait que deux bandes verticales, l'une jaune et l'autre rouge.
Lors de la prise de pouvoir de Boris Skossyreff en 1934, le drapeau fut brièvement changé. Les bandes devinrent alors horizontales et une couronne d'or ornait la bande jaune centrale.

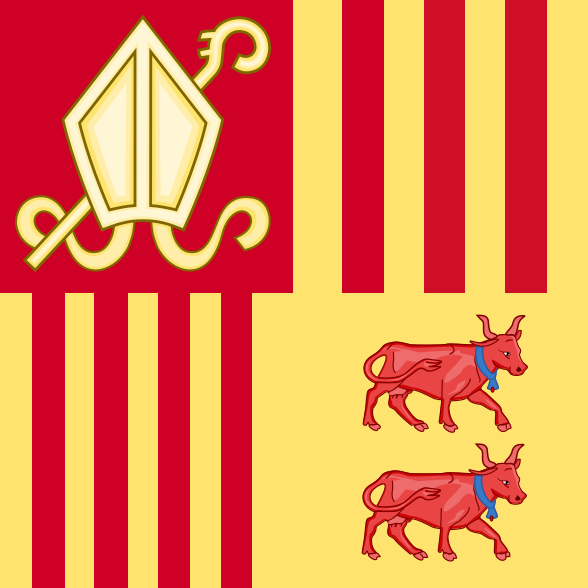
Possible bannière de la Principauté d'Andorre avant l'adoption du drapeau bicolore de 1806.
Drapeau d'Andorre de 1806 à 1866.
Drapeau d'Andorre en 1934 sous le règne de Boris Ier.

## Description

### Bandes
Les trois couleurs, bleu, jaune et rouge, rappellent celles du drapeau de l'Espagne (gueules et or) et de la France (azur et gueules), le tout dans une disposition verticale évoquant le second. La différence de largeur entre les bandes (qui est de 8:9:8) avec la bande centrale chargée évoque vaguement, quant à elle, le drapeau espagnol, dont les bandes ont une hauteur respective de 1:2:1, avec sa bande centrale chargée.

### Écusson
L'écusson d'Andorre est formé par quatre quartiers, deux revenant à chaque Coprince (l'évêque d'Urgell, le comte de Foix) :
- partie supérieure gauche : mitre et crosse (« dorées sur fond rouge ») de l'évêque d'Urgell, Coprince épiscopal
- partie supérieure droite : 3 barres rouges (« d'or à trois pals de gueules ») du blason du Comte de Foix, premier Coprince français (occitan)
- partie inférieure gauche : les 4 barres aragonaises (« d'or à quatre pals de gueules »), écusson d’Aragon
- partie inférieure droite : les 2 vaches du comte de Béarn (« d'or, à deux vaches, accornées, accolées et clarinées d'azur »)

L'écusson peut être accompagné de la devise « Virtus Unita Fortior » (La vertu unifiée fait la force).

## Construction du drapeau
Construction du drapeau de l'Andorre en accord avec le Llibre de normes gràfiques per a la reproducció i aplicació dels signes d'Estat per als quals el Govern és autoritat competent.
|         | \| Couleur \| ● Bleu \| ● Jaune \| ● Rouge \| \| ------- \| ---------- \| ----------- \| ---------- \| \| HTML \| #10069F \| #FEDD00 \| #D50032 \| \| RVB \| 16, 6, 159 \| 254, 221, 0 \| 213, 0, 50 \| \| Pantone \| Blue 072 C \| Yellow C \| Red 199 C \| \| CMJN \| 100-95-0-3 \| 0-1-100-0 \| 0-100-72-0 \| |             |            |
| Couleur | ● Bleu | ● Jaune     | ● Rouge    |
| HTML    | #10069F | #FEDD00     | #D50032    |
| RVB     | 16, 6, 159 | 254, 221, 0 | 213, 0, 50 |
| Pantone | Blue 072 C | Yellow C    | Red 199 C  |
| CMJN    | 100-95-0-3 | 0-1-100-0   | 0-100-72-0 |

| Couleur | ● Rouge     | ● Beige       | ● Jaune     | ● Bleu     | ● Marron     |
| ------- | ----------- | ------------- | ----------- | ---------- | ------------ |
| HTML    | #DA291C     | #CAB388       | #FEDD00     | #005EB8    | #723629      |
| RVB     | 218, 41, 28 | 202, 179, 136 | 254, 221, 0 | 0, 94, 184 | 114, 54, 41  |
| Pantone | Red 485 C   | 466 C         | Yellow C    | 300 C      | 478 C        |
| CMJN    | 0-95-100-0  | 5-17-42-14    | 0-1-100-0   | 99-50-0-0  | 40-86-100-30 |

## Drapeaux similaires
Les drapeaux de la Roumanie, de la Moldavie et du Tchad qui sont également tricolores bleu, jaune et rouge sont proches, mais non identiques à celui de l'Andorre : ils diffèrent soit par le bleu (cobalt pour la Roumanie, indigo pour le Tchad), soit par les proportions et l'écusson (celui de la Moldavie comporte une aigle dans la bande centrale).
Ces différences permettent d'éviter les confusions avec ces drapeaux (voir dans la Galerie des drapeaux à forte ressemblance le paragraphe les représentant).

Drapeau de la Moldavie
Drapeau de la Roumanie
Drapeau du Tchad